# كاريدي إنغليش
كاريدي إنغليش (بالإنجليزية: CariDee English)‏ (ولدت في 23 سبتمبر 1984) عارضة أزياء وشخصية تلفزيونية أمريكية التي فازت بالنسخة السابعة من برنامج أميركا نيكست توب موديل في ديسمبر 2006 

## روابط خارجية
- كاريدي إنغليش على موقع IMDb (الإنجليزية)
- كاريدي إنغليش على موقع قاعدة بيانات الفيلم (الإنجليزية)
- كاريدي إنغليش على موقع دليل عارضات الأزياء (الإنجليزية)
- America's Next Top Model portfolio
- Interview about her tattoos in Inked Magazine